# 赫爾松國際機場
赫尔松国际机场（烏克蘭語：Міжнародний аеропорт Херсон）是一座服务于赫尔松市的军民两用国际机场，该机场位于乌克兰赫尔松西北郊区的乔尔诺巴伊夫卡，目前因俄羅斯的全面入侵而無限期關閉。

## 航空公司和目的地
由于俄乌战争的缘故，该机场所有航班已于2022年2月24日无限期停飞。战前赫尔松国际机场有如下航空公司运营的航班：
| 航空公司       | 目的地                            |
| -------------- | --------------------------------- |
| 飞马航空       | 伊斯坦布尔萨比哈·格克琴           |
| SkyUp          | 季节性包机： 安塔利亚、沙姆沙伊赫 |
| 土耳其航空     | 伊斯坦布尔                        |
| 乌克兰国际航空 | 基辅-鲍里斯皮尔                   |

## 统计数据
请参阅源Wikidata查询.
| 年份   | 乘客量  | 年变化率 |
| ------ | ------- | -------- |
| 2014年 | 7,900   |          |
| 2015年 | 61,235  | ▲675.1%  |
| 2016年 | 62,557  | ▲2.2%    |
| 2017年 | 105,900 | ▲69.3%   |
| 2018年 | 150,100 | ▲ 41.7%  |
| 2019年 | 154,046 | ▲ 2.6%   |

## 赫尔松空军基地
该机场亦被称为乔尔诺巴伊夫卡军事基地，是乌克兰陆军航空兵第11独立陆军航空兵团的所在地。
这座军事基地在俄乌战争初期遭到了俄军袭击，俄罗斯随后于3月2日在赫尔松战役中占领了这座机场，并在此地设立了指挥哨所。随后该机场又成为了乌克兰军方的攻击目标。3月16日，乌克兰对滞留在此的俄军进行了空袭，摧毁了直升机至少七架以及车辆若干。乌克兰官方还宣称此次空袭造成了安德烈·莫尔德维切夫和雅科夫·列赞采夫这两位俄军将领的死亡。3月23日乌克兰媒体所援引的卫星图像显示，大部分俄罗斯军用飞机已撤离机场，但仍有部队滞留于此。
乌克兰军队针对这座机场的袭击一直持续到11月5日，随后于11月11日在光復赫爾松期間收复了机场。

## 外部連結
- 官方網站 （页面存档备份，存于）